# Burgstraße 5 (Haldensleben)

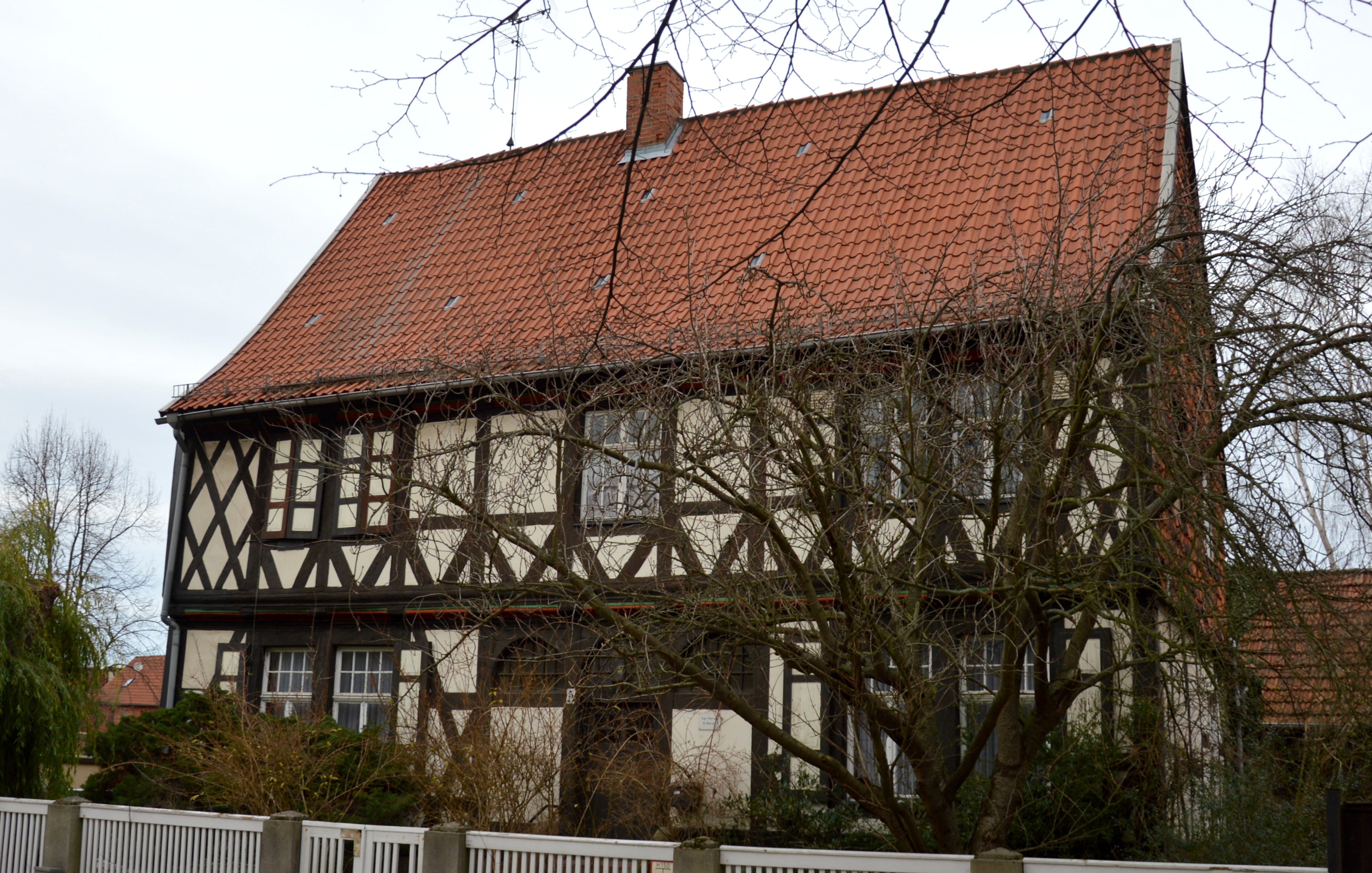
Burgstraße 5, 2015

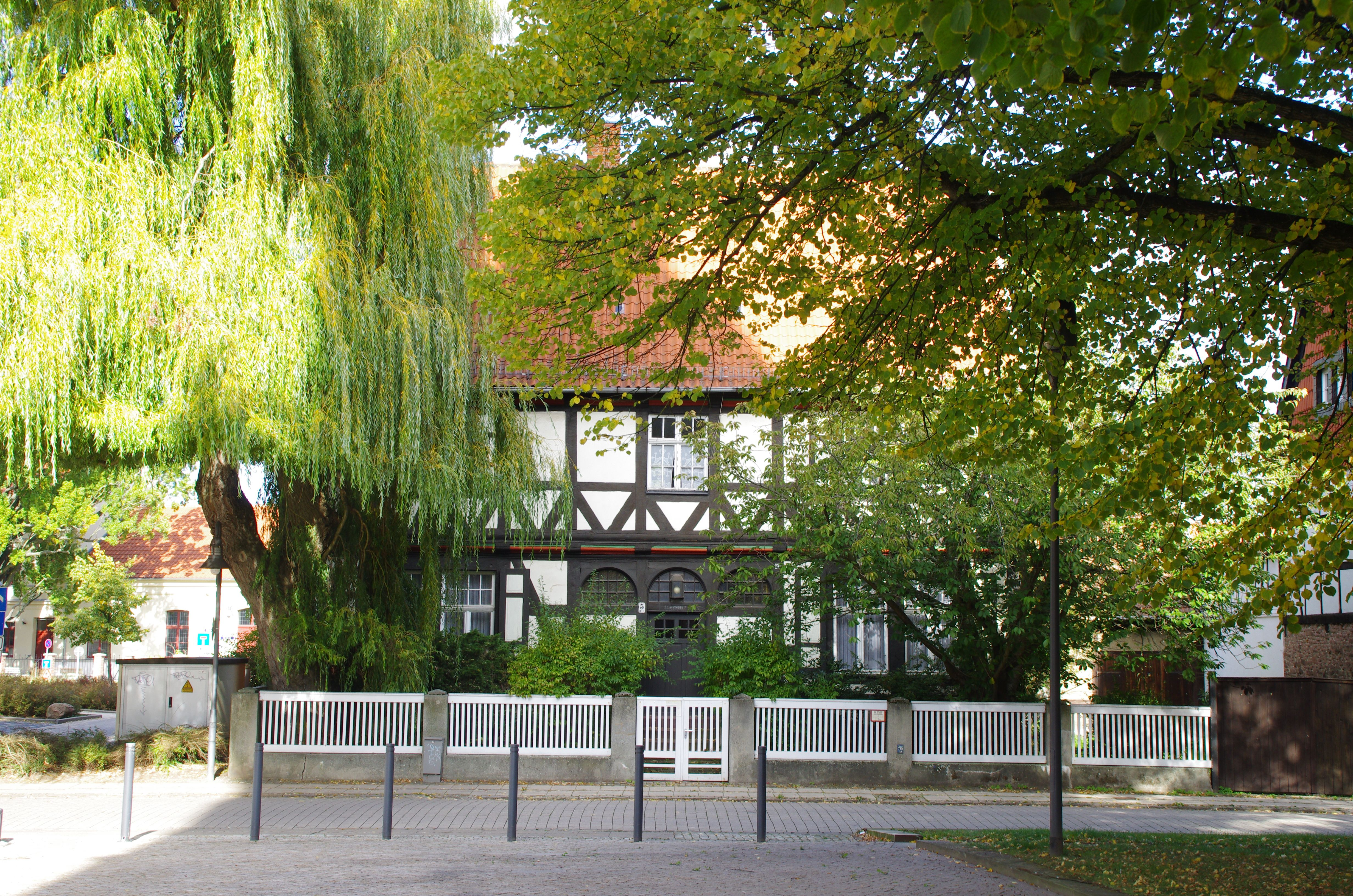
2012

Das Haus Burgstraße 5 ist ein denkmalgeschütztes Pfarrhaus in Haldensleben in Sachsen-Anhalt.

## Lage
Es befindet sich östlich des Marktplatzes der Stadt auf der Nordseite der Burgstraße nördlich der Sankt-Marien-Kirche, zu der es als Pfarrhaus gehört. Das Gebäude ist von einem Garten umgeben.

## Architektur und Geschichte
Das zweigeschossige Fachwerkhaus wurde im Jahr 1699 errichtet und gilt als architektonisch und stadtgeschichtlich prägender Bau. Zuvor war das Gebiet beim Stadtbrand des Jahres 1661 betroffen. Das Fachwerk wird als qualitätvolle Zimmermannsarbeit eingeschätzt und ist schlicht gestaltet, die profilierte Stockschwelle deutlich betont. Im 19. und 20. Jahrhundert erfolgten Umbauten, die jedoch auf die historische Gestaltung Rücksicht nahmen.
Das Grundstück ist von einem Zaun aus dem frühen 20. Jahrhundert umfriedet.
Im örtlichen Denkmalverzeichnis ist das Gebäude unter der Erfassungsnummer 094 30138   als Baudenkmal eingetragen.